# N + 1
Не следует путать с Nplusonemag.com.
Н плюс один (N + 1) — российское научно-популярное интернет-издание.
Название официально стилизуется под математическую запись «N+1», с апреля 2021 г. как «N + 1».

## История
«N + 1» был основан в апреле 2015 года. Создатели — авторы научно-популярного паблика «Образовач» в социальной сети «ВКонтакте». Название проекта было придумано Василием Эсмановым (сооснователь компании Look At Media). Соучредитель проекта Андрей Коняев сформулировал кредо издания: «„глянец“ про науку».
В конце июля 2016 года был запущен сайт на испанском языке в Перу, рассчитанный на аудиторию в Латинской Америке.
В январе 2020 года издатель «N + 1» Андрей Коняев получил коммерческое предложение разместить материалы, рекламирующие поправки к Конституции России («почему эти правки (Конституции) необходимы стране … и какие плюсы они создадут»), которое было отвергнуто.
В январе 2021 года 17 независимых российских просветительских проектов, в числе которых было издание «N + 1», распространили заявление, в котором выразили протест против законопроекта, предполагающего введение государственного регулирования просветительской деятельности в России.
В марте 2021 года соосновательница и генеральный директор «N + 1» Анна Кронгауз вышла из проекта. Новым совладельцем и гендиректором компании стал сооснователь агентства «Пикчер» Всеволод Чагаев.
В 2021 году при издании «N + 1» запустилось контентное агентство «N + Production», которое предлагает услуги редакторского бюро и запускает корпоративные медиа.
Также в 2021 году «N + 1» запустили лекторий «N + Offline» и начали проводить офлайн-мероприятия.
В начале октября 2021 года начал выходить онлайн-журнал «Техно» (совместный проект с «Яндексом»). Каждый его выпуск посвящен одной из технологий «Яндекса».
В конце октября 2021 года «N + 1» совместно с видеосервисом Okko представили сериал о торговле персональными данными в интернете «Ничего личного».

## Описание
На сайте имеется рейтинг сложности восприятия материалов: тексты оцениваются от 0 до 10 и показывают «интеллектуальные усилия, которые понадобились редактору для написания заметки». Также на сайте есть рубрика «научные закрытия» — она посвящена исследованиям и экспериментам, которые не удалось подтвердить.
Изначально издание ориентировалось на молодую аудиторию (младше 1980 года рождения). В основном это мужчины в возрасте 18-35 лет, причём ровно пополам: 40 % — от 18 до 25, 40 % — от 25 до 35.
Издатель — Андрей Коняев, ранее работавший шеф-редактором раздела «Наука» на «Lenta.ru». Генеральный директор — Всеволод Чагаев, сооснователь агентства «Пикчер». Главный редактор — Илья Ферапонтов, в прошлом сооснователь научной редакции агентства «РИА Новости».

## Финансовая информация
Владельцем интернет-проекта «N + 1» является ООО «Айлем». На момент запуска сайта 49,999 % ООО «Айлем» принадлежало Ольге Маслиховой (ранее работавшей в венчурном фонде Runa Capital), 25,001 % Андрею Коняеву и 25 % Анне Кронгауз.
С октября 2019 года 50 % ООО «Айлем» принадлежит Владимиру Пляко. В марте 2021 года большую часть доли Анны Кронгауз приобрёл сооснователь агентства «Пикчер» Всеволод Чагаев, его доля в проекте составляет 20 %.
При запуске проекта предполагалось, что с момента старта у сайта будет 2,5 миллиона просмотров в месяц и 35 тысяч уникальных посетителей в день. В течение первого месяца у сайта было 600 посетителей, а в декабре аудитория выросла до 150 000.
С декабря 2016 года проект «N + 1» стал приносить прибыль (в декабре выручка составила 1,7 млн рублей).
С 2021 г. за два года «N+1» получило от Института развития интернета около 40 млн руб., согласно Коняеву ежемесячная зарплата сотрудников проекта составляла 2 млн.

## Отзывы
В 2015 году интернет-издание Meduza, отвечая на вопросы читателей, указало сайт «N + 1» в качестве примера «прекрасного сайта о науке и образовании».
В 2017 году Meduza упомянула проект «N + 1», говоря о расцвете нишевых проектов, появившихся в период с 2014 по 2017 год.
В 2020 году Минкомсвязи включило сайт «N + 1» в список «социально значимых информационных ресурсов» в разделе «Наука».

## Награды
- 2015 год: премия журнала «Сноб» в номинации «Медиа»[20];
- 2016 год: премия «За верность науке» в номинации «Лучший онлайн-проект о науке»[21];
- 2019 год: премия «За верность науке» в номинации «Лучший онлайн-проект о науке»[к 3][22];
- 2021 год: ведущий редактор «N + 1» Полина Лосева получила премию «Научный журналист года», которая проводится Ассоциацией коммуникаторов в сфере образования и науки (АКСОН)[23];
- 2021 год: Литературная премия имени Александра Беляева в номинации «Просветительский или научно-популярный сайт — за наиболее интересную деятельность в предшествующий период»[24];
- 2021 год: премия «За верность науке» в номинации «Лучшее электронное СМИ о науке»[25].